# Église Saint-Cyr-et-Sainte-Julitte de Saint-Cyr-d'Estrancourt
L'église Saint-Cyr-et-Sainte-Julitte est un édifice catholique située sur le territoire de la commune d'Avernes-Saint-Gourgon, en France.
L'église fait l'objet d'une inscription au titre des monuments historiques depuis le 21 octobre 1998.

## Localisation
L'église est située dans le département de l'Orne, en région Normandie, à Avernes-Saint-Gourgon, au lieu-dit Saint-Cyr-d'Estrancourt.

## Historique
L'église, sous le vocable de saint Cyr et de sa mère sainte Julitte, est datable de la première moitié du XIe siècle, ce qui en fait l'une des plus anciennes du département de l'Orne.
Le patronage de l'église aurait appartenu au prieuré de Saint-Cyr au XVe siècle.
Des travaux ont lieu dans l'édifice au cours des XVe et XVIIe siècles. C'est durant ces deux siècles et demi que sont ajoutées la dizaine de statues qui ornent aujourd’hui l'édifice.
En 1790, la paroisse dont l'église est le siège devient la commune de Saint-Cyr-d'Estrancourt, laquelle est absorbée en 1821 par celle d'Avernes-Saint-Gourgon.
Une restauration a lieu dans les années 1960.
En 2006, la statue de saint Jean Baptiste est volée[réf. nécessaire].

## Description
L'église, de dimensions réduites, se compose d'un fronton roman d'origine et d'un chœur très court séparé de la nef par des grilles en fer forgé XVIIIe. Le chœur se termine sur deux autels annexes ainsi que dans l'abside avec le maître-autel composé d'un retable peint datant du XVIIe de style baroque. L'église conserve certains éléments d'origine notamment un baptistère médiéval.

## Tradition locale:La Bourgelée
Une fête locale appelée La Bourgelée est célébrée en juin aux environs du solstice d'été. La Bourgelée, issue sans doute d'une tradition scandinave, s'ouvre par une messe dans l'église, puis se poursuit avec les festivités à proximité de l'édifice dont l'élément principal consiste à embraser un amas de fagots de bois, chacun des participants repartant à la fin avec un tison.